# Logan (Utah)

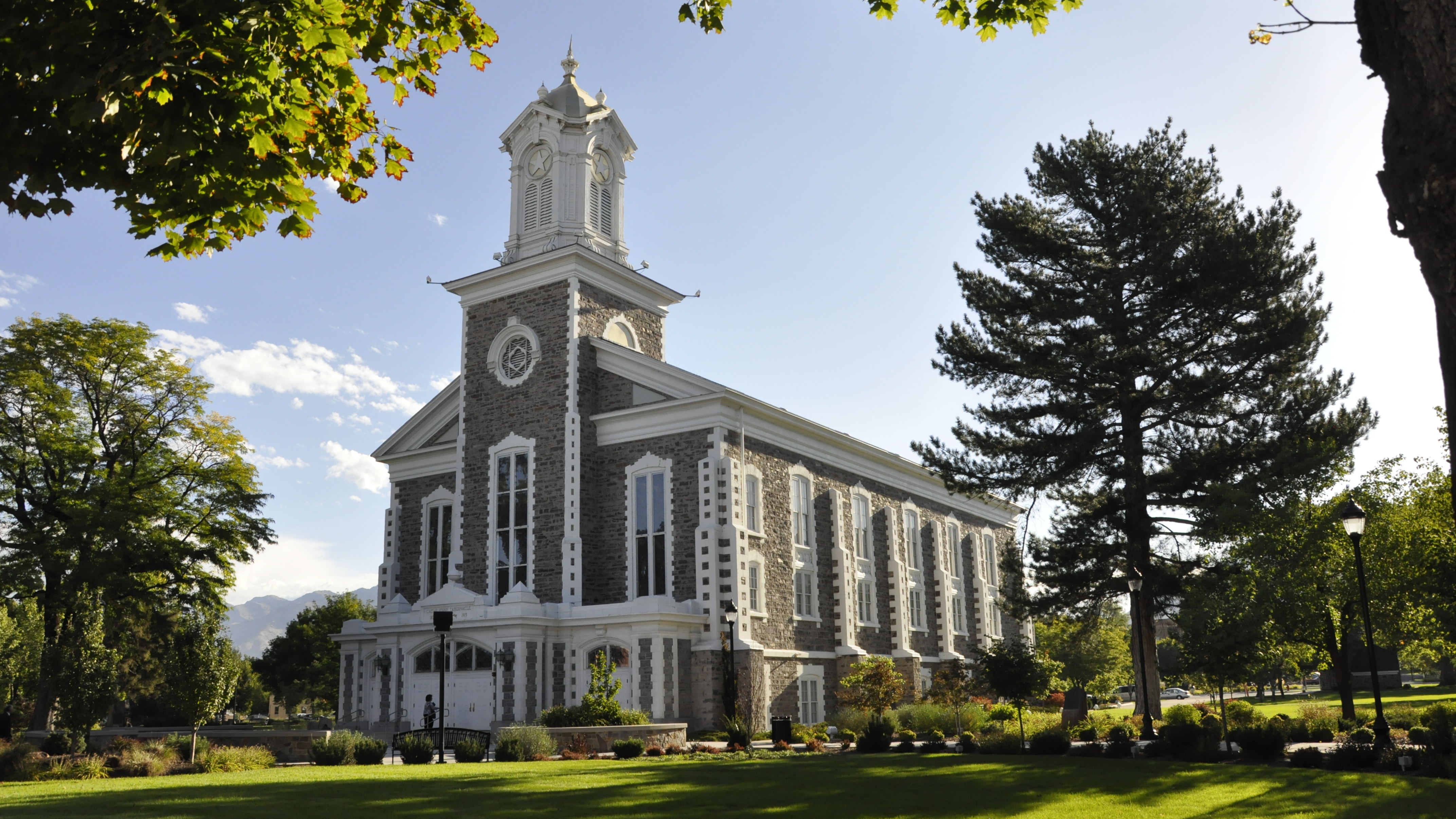
Świątynia mormońska w Logan

Logan – miasto w Stanach Zjednoczonych, w stanie Utah, w hrabstwie Cache. W 2019 roku liczy 51,5 tys. mieszkańców i jest 14. co do wielkości miastem w stanie. Obszar metropolitalny miasta rozciąga się na sąsiedni stan Idaho. Siedziba Uniwersytetu Stanowego Utah.
Miasto jest trzecim najbardziej mormońskim miastem w Stanach Zjednoczonych, gdzie 83% populacji metropolii jest członkami Kościoła Jezusa Chrystusa Świętych w Dniach Ostatnich.
Założone w 1859 roku przez mormońskich osadników.
W mieście rozwinął się przemysł spożywczy.